# Кызыл-Буляк
Кызыл-Буляк (баш. Ҡыҙылбүләк) — деревня в Туймазинском районе Республики Башкортостан Российской Федерации. Входит в состав Старотуймазинского сельсовета. 

## География

### Географическое положение
Расстояние до:
- районного центра (Туймазы): 12 км,
- центра сельсовета (Старые Туймазы): 3 км,
- ближайшей ж/д станции (Туймазы): 12 км.

## Население
| 2002 | 2009 | 2010 |
| ---- | ---- | ---- |
| 73   | ↗79  | ↘76  |

Национальный состав
Согласно переписи 2002 года, преобладающие национальности — татары (54 %), башкиры (30 %).